# Adrian Zingg

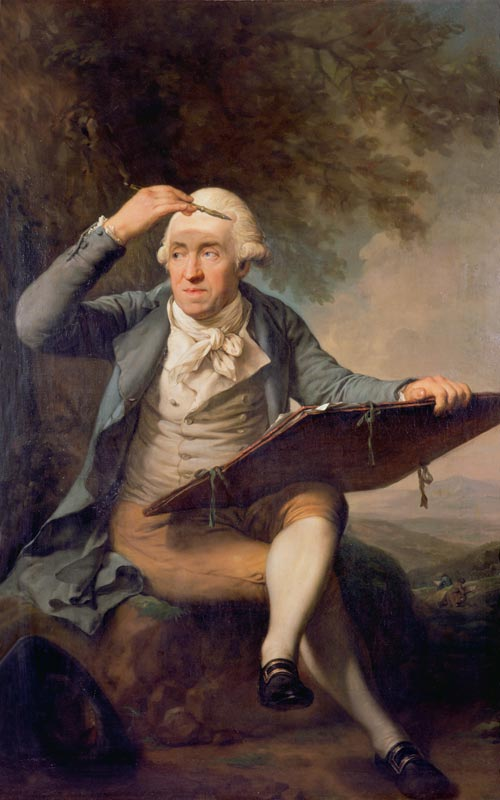
Adrian Zingg, porträtiert von seinem Freund und Landsmann Anton Graff (um 1796).

Adrian Zingg (* 15. April 1734 in St. Gallen; † 26. Mai 1816 in Leipzig) war ein schweizerischer Maler, Zeichner, Radierer und Kupferstecher. Er war ein Wegbereiter der neueren Dresdner Landschaftsmalerei.

## Leben
Adrian Zingg erhielt seine zeitige Ausbildung bei seinem Vater, dem Stahlschneider Bartolomäus Zingg, und ging danach bei Kupferstecher Johann Rudolf Holzhalb in Zürich in die Lehre. Im Jahr 1757 arbeitete er beim Berner Vedutenmaler Johann Ludwig Aberli, der ihn u. a. Ansichten aus der Schweiz stechen liess. Zusammen mit dem Medailleur Johann Kaspar Mörikofer aus Bern reisten beide 1759 nach Paris, wo Zingg sieben Jahre lang u. a. beim Stecher Johann Georg Wille tätig war.

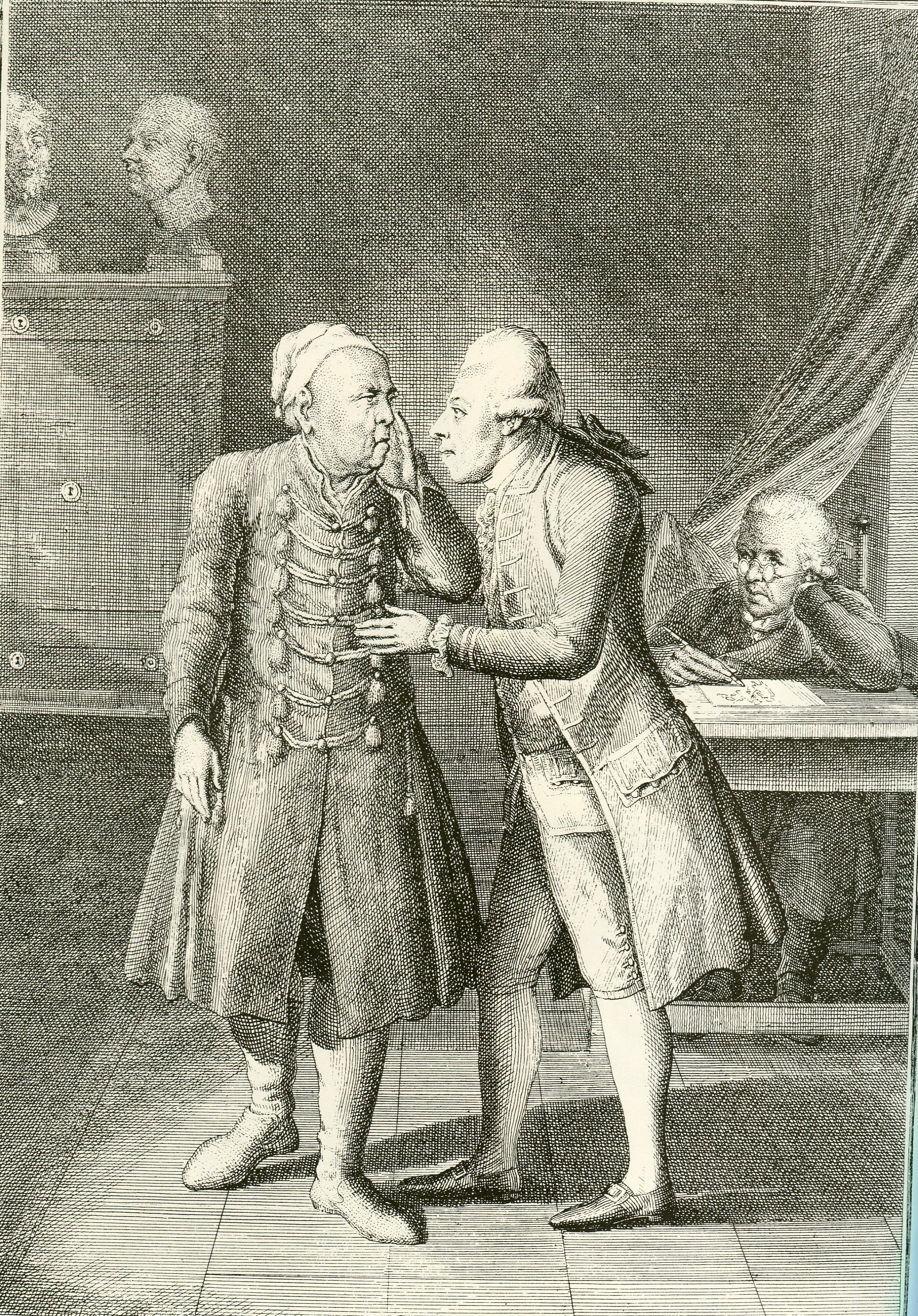
Von links: Adrian Zingg, Der Dresdner Antiquar Philipp Daniel Lippert und der zeichnende Daniel Chodowiecki

 Im Jahr 1764 wurde er von Christian Ludwig von Hagedorn als Kupferstecher an die neugegründete Dresdner Akademie berufen, wo er ab 1766 als Lehrer tätig war. Dabei hatte er intensiven Austausch mit dem Professor der Dresdner Akademie Christian Wilhelm Ernst Dietrich, der für Zingg als Mentor fungierte. Im Jahr 1774 begann Zingg, nach dem Tod Dietrichs dessen druckgraphisches Spätwerk zu vollenden und publizierte eine Gesamtausgabe von 87 Blättern. Im Jahr 1769 wurde er zudem Mitglied der Wiener Akademie und 1787 Mitglied der Berliner Akademie. Im Jahr 1803 erhielt er die Professur der Kupferstechkunst an der Dresdner Akademie, zudem trug er den Titel eines kurfürstlichen Hofkupferstechers. Zu Zinggs berühmtesten Schülern gehörten Carl August Richter und dessen Sohn Ludwig Richter, ferner Heinrich Theodor Wehle und Christoph Nathe.
Adrian Zingg wurde besonders durch seine Landschaftsmalereien in Sepiatechnik bekannt. Er konzentrierte sich dabei auf die Darstellung des Thüringer Waldes, von Teilen Böhmens und vor allem der Sächsischen Schweiz, die er in den 1780er und 1790er Jahren durchwandert hatte. Zingg gilt gemeinsam mit seinem Freund Anton Graff als Schöpfer der Bezeichnung Sächsische Schweiz für das Elbsandsteingebirge. Beide fühlten sich von der Landschaft an ihre Heimat, den Schweizer Jura, erinnert, in dem ähnliche Landschaftsformen zu finden sind.

## Bedeutung
Ziel von Zinggs Darstellungen war die größte Genauigkeit bei der Wiedergabe der Landschaften. Der Schüler Zinggs Ludwig Richter kritisierte in seinen Lebenserinnerungen dessen manieristische Gestaltung. Obwohl Zingg bei seinen Zeitgenossen ein hohes Ansehen genoss, wurden seine Werke nach seinem Tod oft für künstlerisch minderwertig befunden. Dennoch sind sie für den heutigen Betrachter nicht nur als Dokumente sächsischer Ortsgeschichte von Interesse. Zingg wird heute als ein wichtiger Wegbereiter und Impulsgeber für die Dresdner Romantik gesehen und beeinflusste durch seine Motivwahl und seinen romantisch verklärenden Blick auf reale Landschaften Künstler weit über seinen Schülerkreis hinaus, wie etwa Caspar David Friedrich.

## Werk
- Adrian Zinggs Kupferstichwerk, Tauchnitz, Leipzig, 1805[2] (52 Stiche umfassend)

## Galerie

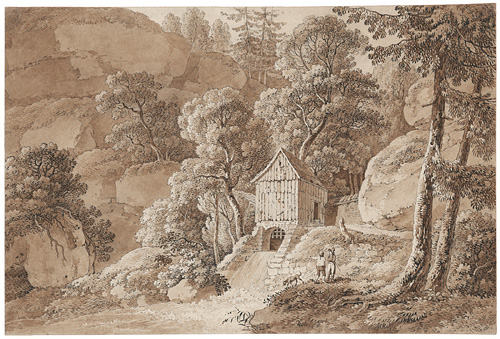
Felsental mit Bäumen, Gebüsch und einem Bretterverschlag über einer kleinen Brücke in der Umgebung von Hohenstein in der Sächsischen Schweiz, um 1790
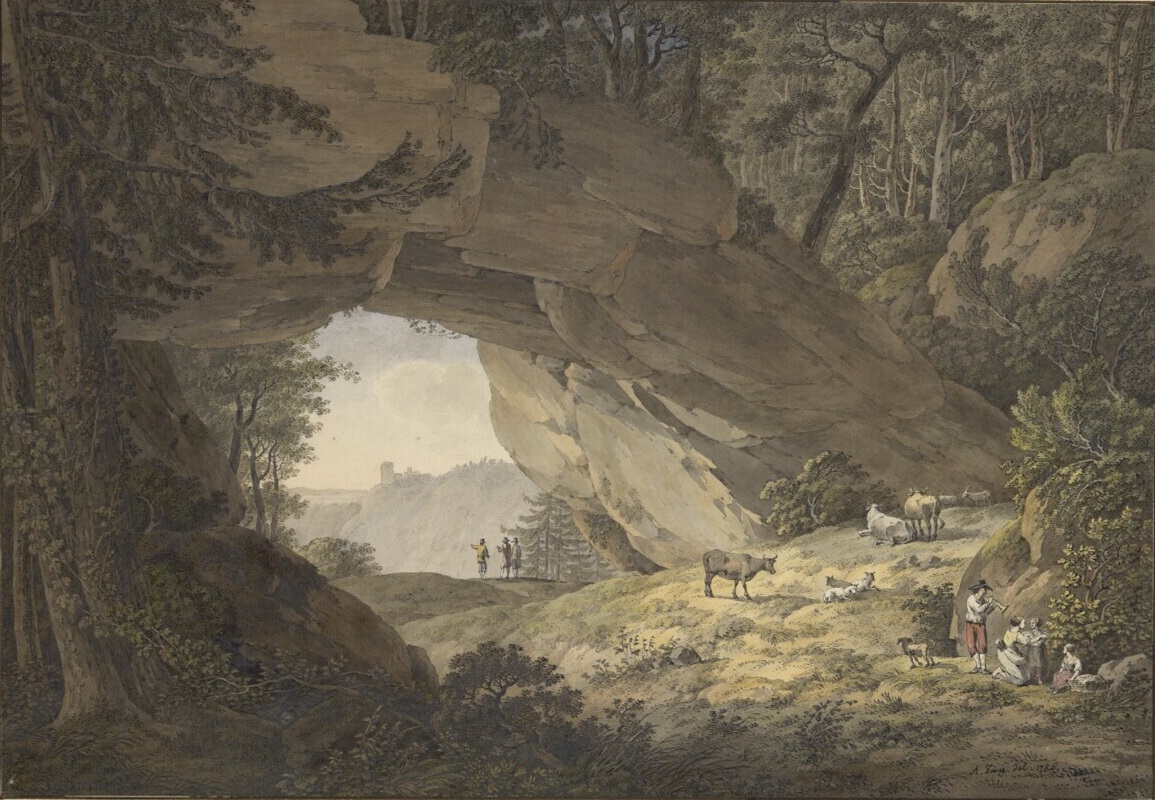
Der Kuhstall in der Sächsischen Schweiz, 1786
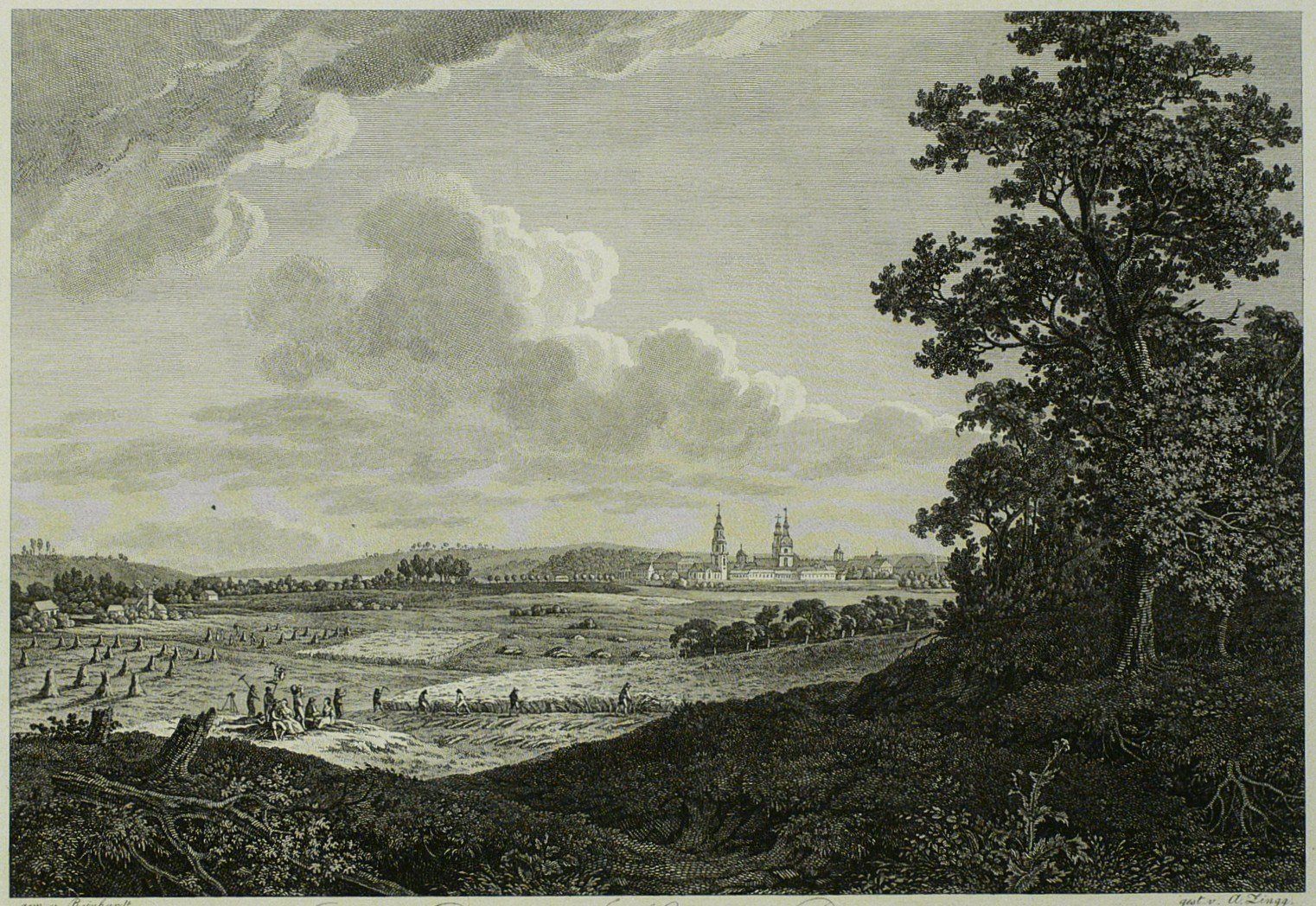
Potsdam – Ansicht aus der Ferne, Radierung nach einem Gemälde von Johann Christian Reinhart, 1805

## Ehrungen und Ausstellungen
- In Dresden wurde im Stadtteil Übigau die Zinggstraße nach Adrian Zingg benannt.
- 2012 widmeten die Staatlichen Kunstsammlungen Dresden und das Kunsthaus Zürich dem Künstler erstmals eine Werkschau.